# Neoechinorhynchus wuyiensis
Neoechinorhynchus wuyiensis är en hakmaskart som beskrevs av Wang 1981. Neoechinorhynchus wuyiensis ingår i släktet Neoechinorhynchus och familjen Neoechinorhynchidae. Inga underarter finns listade i Catalogue of Life.